# Golfo de Papúa
El golfo de Papúa (del inglés: Gulf of Papua) es un amplio entrante del mar del Coral, localizado en la costa suroriental de la isla de Nueva Guinea. 

## Geografía
El límite meridional del golfo se define como una línea que va desde la esquina sudoeste del delta del río Fly, en el oeste, hasta el cabo Suckling, 355 km al este, y que está a 70 km al noroeste de Puerto Moresby, la capital de Papúa Nueva Guinea. Comprende una zona marítima de aproximadamente 35 000 km².
El golfo de Papúa tiene una anchura de unos 400 km y en él desembocan algunos de los mayores ríos de Nueva Guinea, como el Fly, el Turama, el Purari (470 km) y el Kikori (320 km), que forman un gran delta en la parte occidental del golfo. Mientras que la costa occidental se caracteriza por las mareas pantanosas fluviales, la tierra hacia el este, que termina en el cabo Posesión, es llana y arenosa. La parte central y oriental interior del golfo de Papúa se levantan gradualmente hasta llegar a la provincia de las Tierras Altas del Sur, y está cubierta en el interior por una gran variedad de pantanos y densos bosques de madera dura tropical. El interior occidental posee una gran región kárstica de piedra caliza. La estación seca comienza en octubre y se extiende hasta febrero, después de que comienza la temporada de lluvias. 
Las comunidades que habitan en el golfo de Papúa viven principalmente tanto en aldeas costeras o en bosques de manglares costeros, como en los principales centros regionales (Kikori, Baimuru, Ihu, Kerema y Malalaua). En estos centros semiurbanos se encuentran servicios de salud, escuelas secundarias y grandes tiendas comerciales. El gobierno de la Provincia del Golfo, que administra la mayor parte de los papúes del golfo, se encuentra en Kerema. Como resultado de los servicios disponibles en estos centros, todos ellos están compuestos por una mezcla de grupos étnicos del golfo de Papúa.
Desde el decenio de 1950, los nativos del golfo de Papúa han estado emigrando en busca de trabajo a Puerto Moresby. Como resultado de estos cambios demográficos, en Puerto Moresby vive una importante comunidad de residentes del golfo de Papúa. Están ubicados principalmente en los asentamientos de Kaugere, Kila Kila y Horse Camp. Las comunidades del golfo tienen acceso a un servicio regional aéreo que conecta toda la nación. Una carretera asfaltada conecta las comunidades próximas a Malalua con Puerto Moresby, y un camino de tierra conecta Kerema a Malalua. A pesar de estas infraestructuras, el principal medio de transporte siguen siendo las canoas y los botes de fibra de vidrio con motor fuera de borda. En el delta del Purari y entre los elema es habitual que las personas, especialmente los hombres, viajen a Puerto Moresby al menos una vez al año para ver a sus familiares y ganar dinero. 
Hoy en día, la población depende principalmente de la pesca y la caza, la palma de sagú y, dependiendo de la zona, la agricultura y la horticultura. Las comunidades de la zona oriental del golfo (los toaripi y los elema), donde los suelos son elevados, tienen grandes jardines, mientras que las comunidades del oeste (los purari, los urama, los gope, los goaribari y los kerewa) tienen pequeños jardines interiores y tienden a concentrar sus esfuerzos en el cultivo de una variedad de árboles frutales y frutos secos. 
Desde comienzos del decenio de 1990, las comunidades del golfo de Papúa han experimentado un intenso desarrollo, a raíz de que llegasen compañías multinacionales, en busca de petróleo y de recursos forestales. Con el desarrollo del proyecto petrolero Kutubu, en las Tierras Altas del Sur, se ha construido un oleoducto que va desde los pozos de petróleo en alta mar hasta una terminal petrolera en el golfo. 
Desde mediados de la década de 1990, se han establecido varios campamentos madereros, varios de los cuales son operados por la empresa malaya Rimbunan Hijau. Las comunidades cuyas tierras y recursos hídricos están siendo afectados por estos proyectos reciben alguna compensación monetaria a través del pago de cánones y regalías. Como resultado de ello, las comunidades afectadas ahora puede comprar arroz, conservas de pescado, queroseno, etc. Sin embargo, aún no se han evaluado los impactos sociales y ambientales a largo plazo de estos proyectos de extracción de recursos.

## Etnografía
La diversidad de grupos culturales que habitan en esta región es enorme, pero todos ellos poseen algunas afinidades culturales: la mayoría habla idiomas no austronesios y poseen sistemas de ascendencia paterna; las comunidades se organizan sobre la base de las fronteras tribales y de clanes. Aunque tales límites han permanecido intactos en el tiempo, las comunidades del golfo se casan entre ellas dentro de la región y fuera de sus grupos étnicos. 
Durante la temprana época colonial (1880-1920) las comunidades de la región se hicieron famosas en Europa por sus casas comunales a gran escala y sus fantásticas obras de arte. En el delta del Purari, los purari construían edificios con fachadas de 24,4 m de altura, que luego se estrechaban a lo largo de un poste central de 36,6 m. Por el contrario, los goaribari, que ocupaban la desembocadura de los ríos Omati y Kikori, poseían casas comunales de altura uniforme (6 m), que alcanzaban longitudes de 180 m. Si bien las comunidades en el este (purari, elema y toaripi) ya no construyen estos edificios, todavía es posible encontrar alojamientos de este tipo entre los urama, gope y las comunidades del río Era. Es en estos edificios donde muchas de las increíbles muestras artísticas rituales de la región se fabricaban y se almacenaban. 
Rituales como la caza de cabezas y el canibalismo eran comunes en el golfo de Papúa antes del contacto con extranjeros. Estos rituales incluyen demostraciones de poderes mágicos y la iniciación de los jóvenes. Una parte integrante de estos rituales es el arte tribal. Este arte está hecho principalmente de madera, tallada en relieve y pintada con tintes de color rojo, ocre, cal y carbón. Ejemplos de este arte son las esculturas, las máscaras y los objetos rituales como el kwoi. 
Autores como el antropólogo británico Alfred Haddon (1920) y el historiador del arte Douglas Newton (1961) han señalado las similitudes entre diversas formas de arte del golfo de Papúa y las de los grupos que viven a lo largo del río Sepik. A partir de estas similitudes formales se ha sugerido la posibilidad de un vínculo cultural entre las dos zonas. Sin embargo, hasta la fecha ninguna investigación académica ha confirmado esa vinculación, y sigue siendo una especulación basada en semejanzas estilísticas. 